# Liste der Biografien/Kala
Liste der Biografien |
Portal Biografien |
Personensuche
# |
A |
B |
C |
D |
E |
F |
G |
H |
I |
J |
K |
L |
M |
N |
O |
P |
Q |
R |
S |
T |
U |
V |
W |
X |
Y |
Z |
?
 
Ka |
Kb |
Kc |
Kd |
Ke |
Kf |
Kg |
Kh |
Ki |
Kj |
Kl |
Km |
Kn |
Ko |
Kp |
Kr |
Ks |
Kt |
Ku |
Kv |
Kw |
Ky |
Kx |
Kz
 
Kaa–Kag |
Kah |
Kai |
Kaj |
Kak |
Kal |
Kam |
Kan |
Kao |
Kap |
Kar |
Kas |
Kat |
Kau |
Kav |
Kaw |
Kay |
Kaz
 
Kala |
Kalb |
Kalc |
Kald |
Kale |
Kalf |
Kalh |
Kali |
Kalj |
Kalk |
Kall |
Kalm |
Kaln |
Kalo |
Kalp |
Kals |
Kalt |
Kalu |
Kalv |
Kalw |
Kaly |
Kalz
Die Liste der Biografien führt alle Personen auf, die in der deutschsprachigen Wikipedia einen Artikel haben. Dieses ist eine Teilliste mit 113 Einträgen von Personen, deren Namen mit den Buchstaben „Kala“ beginnt.

## Kala
- Kala, Hüseyin (* 1987), türkischer Fußballspieler
- Kała, Iza (* 1980), polnische Schauspielerin
- Kala, Risto (1941–2021), finnischer Basketballspieler

### Kalab
- Kaláb, Emanuel (1895–1982), tschechischer Militärkapellmeister, Dirigent und Komponist
- Kaláb, Miloš (1920–1994), tschechoslowakischer und tschechischer Soziologe
- Kalaba, Harry (* 1976), sambischer Politiker
- Kalaba, Rainford (* 1986), sambischer Fußballspieler
- Kalābādhī, al-, persischer und islamischer Mystiker, Autor des Kitab at-ta'arruf
- Kalabane, Oumar (* 1981), guineischer Fußballspieler
- Kalabat, Frank (* 1970), kuwaitischer Geistlicher und chaldäisch-katholischer Bischof von Saint Thomas the Apostle of Detroit
- Kalabina, Julija Sergejewna (* 1990), russische Tennisspielerin
- Kalabis, Viktor (1923–2006), tschechischer Komponist
- Kalabogias, Christos, US-amerikanischer Schauspieler
- Kalabrese (* 1973), Schweizer Musiker und Musikproduzent

### Kalac
- Kalač, Ernes Erko (* 1964), deutsch-montenegrinischer Karateka, Kickboxer und Karate-Trainer
- Kalač, Sejo (* 1964), bosnischer Popfolksänger
- Kalac, Zeljko (* 1972), australischer Fußballtorhüter
- Kalach, Alberto (* 1960), mexikanischer Architekt
- Kalach, Jiří (1934–2008), tschechischer Komponist

### Kalad
- Kaladse, Kacha (* 1978), georgischer Fußballspieler und PolitikerKacha Kaladse (* 1978)

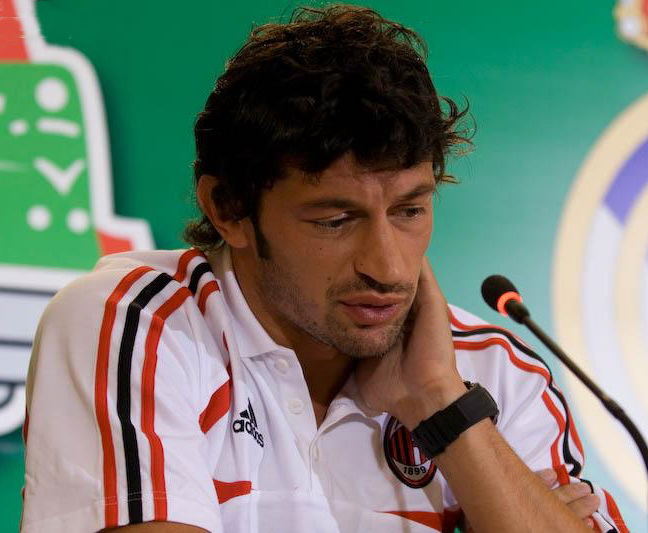
Kacha Kaladse (* 1978)

- Kaladsinskaja, Jana (* 2003), belarussische Tennisspielerin
- Kaladsinskaja, Wanessa (* 1992), belarussische Ringerin

### Kalaf
- Kalafat, Onur (* 1984), türkischer Fußballspieler
- Kalafati, Wassili Pawlowitsch (1869–1942), russischer Komponist
- Kalafatis, Chrysostomos (1867–1922), griechischer Geistlicher, Erzbischof von Smyrna
- Kalafatis, Giorgos (1890–1964), griechischer Leichtathlet und Fußballspieler, Vereinsgründer von Panathinaikos Athen
- Kalafe, Denisse de (* 1949), mexikanische Singer-Songwriterin brasilianischer Herkunft
- Kalafer, Steven B. (1949–2021), US-amerikanischer Unternehmer und Filmproduzent
- Kalaff, Luis (1916–2010), dominikanischer Sänger, Gitarrist und Komponist
- Kalafút, Lukáš (* 1987), slowakischer Handballspieler
- Kalafút, Peter (* 1960), slowakischer Handballspieler und -trainer

### Kalah
- Kalahasti, Kalpana (* 1980), indische Raumfahrt-Ingenieurin
- Kalähne, Alfred (1874–1946), deutscher Physiker
- Kalähne, Anne (1878–1957), deutsche Politikerin (DNVP) in Danzig
- Kalähne, Wolfgang (* 1945), deutscher Militär, Flottillenadmiral der Deutschen Marine, Lobbyist

### Kalai
- Kalai, Ehud (* 1942), israelischer Mathematiker
- Kalai, Gil (* 1955), israelischer Mathematiker
- Kalainski, Christian (* 1961), deutscher Fußballspieler
- Kalaitzakis, Panagiotis (* 1999), griechischer Basketballspieler
- Kalaitzi, Wicki (* 1974), griechisch-deutsche Schauspielerin, Synchronsprecherin und Tänzerin
- Kalaitzidis, Nikos, griechisch-US-amerikanischer Spezialist für visuelle Effekte
- Kalaitzis, Fabian (* 1975), griechischer Squashspieler
- Kalaitzis, Giorgos (* 1976), griechischer Basketballspieler
- Kalaizis, Aris (* 1966), deutsch-griechischer Maler

### Kalaj
- Kalajdschiew, Georgi (* 1947), bulgarischer Violinist, Komponist und Musikpädagoge
- Kalajdžić, Daniel (* 2000), österreichischer Fußballspieler
- Kalajdžić, Saša (* 1997), österreichischer FußballspielerSaša Kalajdžić (* 1997)

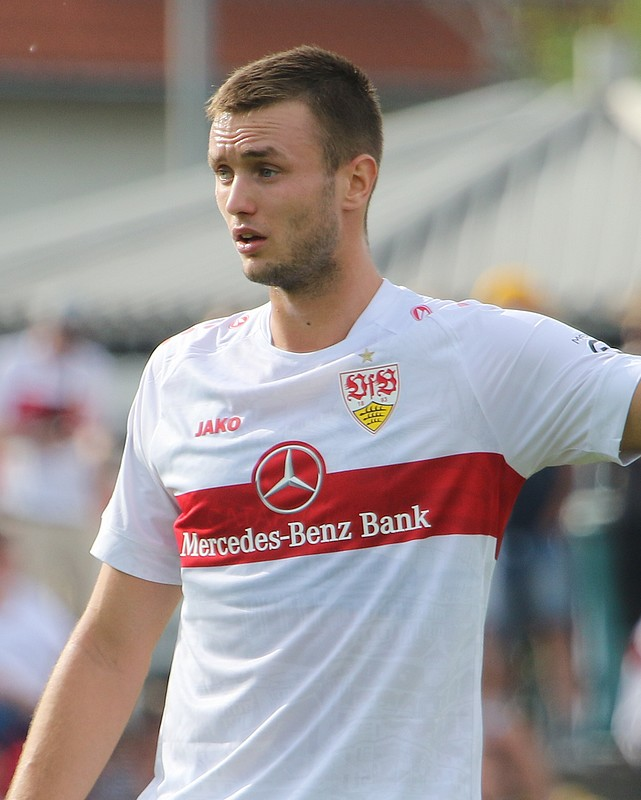
Saša Kalajdžić (* 1997)

### Kalak
- Kalākaua (1836–1891), hawaiischer König

### Kalal
- Kalala Kaseba, Jean-Anatole (* 1947), kongolesischer Geistlicher, emeritierter römisch-katholischer Bischof von Kamina
- Kálalová, Vlasta (1896–1971), tschechische Medizinerin

### Kalam
- Kalama, Thelma (1931–1999), US-amerikanische Schwimmerin
- Kalambay, Sumbu (* 1956), kongolesischer Boxer
- Kalamidas, Georgios (* 1944), griechischer Richter
- Kalamis, antiker römischer Toreut
- Kalamis, griechischer Bildhauer
- Kalamojez, Sjarhej (* 1989), belarussischer Hammerwerfer
- Kalamujić, Lejla (* 1980), bosnische Schriftstellerin

### Kalan
- Kalanag (1903–1963), deutscher Filmproduzent und Zauberkünstler im Deutschen Reich und in der frühen Bundesrepublik Deutschland
- Kaland, Laila (1939–2007), norwegische Politikerin (Arbeiderpartiet), Mitglied des Storting
- Kalanda, Paul Lokiru (1927–2015), ugandischer Geistlicher, römisch-katholischer Bischof von Fort Portal
- Kalandadse, Aleksandre (* 2001), georgischer Fußballspieler
- Kalandadse, Welimir (1935–2017), georgischer Schachkomponist
- Kalandarischwili, Otar (1925–2003), georgisch-sowjetischer Architekt
- Kalandra, Záviš (1902–1950), tschechischer Journalist, Publizist und Schriftsteller
- Kalangi, A. Paul (* 1929), indonesischer Offizier
- Kalangula, Peter (1926–2008), namibischer Politiker
- Kalani, Charles, Jr. (1930–2000), US-amerikanischer Wrestler, Boxer, College-Footballspieler, Martial-Arts-Kämpfer und Schauspieler hawaiisch-chinesischer Abstammung
- Kalanianaʻole, Jonah Kūhiō (1871–1922), hawaiischer Politiker
- Kalanick, Travis (* 1976), amerikanischer Unternehmer (Uber)Travis Kalanick (* 1976)

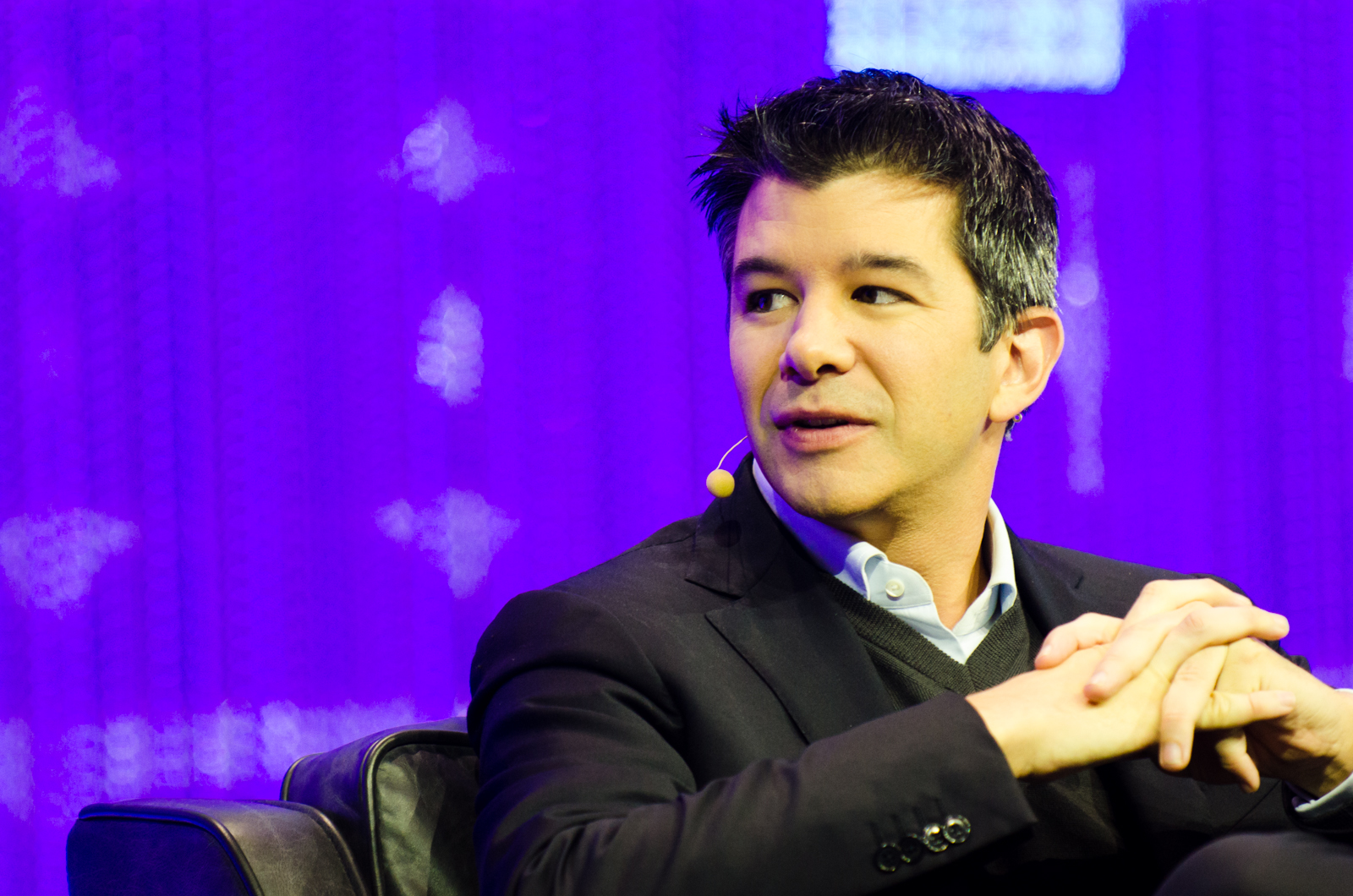
Travis Kalanick (* 1976)

- Kalanos († 323 v. Chr.), indischer Philosoph und Begleiter Alexander des Großen
- Kalanta, Romas (1953–1972), litauischer Dissident
- Kalantar, Kawus (* 1990), deutscher Stand-Up-Comedian
- Kalantari, Marco (* 1974), österreichischer Werbe- und Spielfilmregisseur
- Kalantay, Sergey (* 1964), ukrainischer Schauspieler

### Kalap
- Kalapothakis, Dimitrios (1865–1921), griechischer Journalist und Zeitungsgründer
- Kalapurakal, Jacob Abraham Theophilos (1891–1956), indischer Geistlicher, Bischof der Syro-Malankara Katholischen Kirche

### Kalar
- Kalarakis, Michalis (* 1997), griechischer Paralympic-Dressurreiter
- Kalarasch, Gleb Wladislawowitsch (* 1990), russischer Handballspieler
- Kalarasch, Wladislaw Walerjewitsch (* 1968), russischer Handballspieler und -trainer
- Kalari, Mahmoud (* 1951), iranischer Kameramann, Fotograf, Schauspieler, Regisseur und Drehbuchautor
- Kalarus, Roman (* 1951), polnischer Plakatkünstler, Grafiker, Cartoonist und Designer

### Kalas
- Kalas, makedonischer Feldherr und Satrap von Kleinphrygien
- Kalas, Freddy (* 1990), norwegischer Musiker
- Kalaš, Julius (1902–1967), tschechischer Komponist
- Kalas, Tomáš (* 1993), tschechischer Fußballspieler
- Kalaschnikow, Anatoli Iwanowitsch (1930–2007), sowjetischer Graphikkünstler
- Kalaschnikow, Andrij (* 1964), sowjetischer bzw. ukrainischer Ringer
- Kalaschnikow, Issai Kalistratowitsch (1931–1980), sowjetischer Schriftsteller
- Kalaschnikow, Michail Timofejewitsch (1919–2013), russischer Waffenkonstrukteur und GeneralleutnantMichail Timofejewitsch Kalaschnikow (1919–2013)

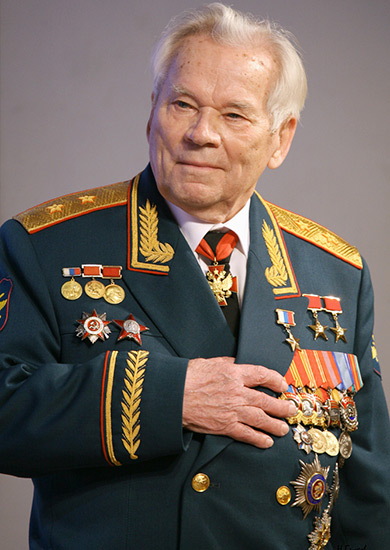
Michail Timofejewitsch Kalaschnikow (1919–2013)

- Kalaschnikow, Oleh (1962–2015), ukrainischer Politiker
- Kalaschnikow, Stanislaw Andrejewitsch (* 1991), russischer Eishockeyspieler
- Kalaschnikowa, Oksana (* 1990), georgische Tennisspielerin
- Kalász, Márton (1934–2021), ungarischer Schriftsteller, Germanist, Lyriker und Reporter
- Kalász, Orsolya (* 1964), ungarisch-deutsche Schriftstellerin

### Kalat
- Kalata, Anna (* 1964), polnische Politikerin und Unternehmerin
- Kalata, Dominik (1925–2018), slowakischer Jesuit und Titularbischof von Semta
- Kalathiparambil, Joseph (* 1952), indischer Geistlicher, römisch-katholischer Erzbischof von Verapoly
- Kalatosow, Michail (1903–1973), georgischer Filmregisseur
- Kalatschichin, Waleri Alexejewitsch (1939–2014), sowjetischer Volleyballspieler
- Kalatschik, Wiktor Wjatscheslawowitsch (* 1981), russischer Eishockeyspieler
- Kalatschou, Zimafej (* 1981), belarussischer Fußballspieler

### Kalau
- Kalau vom Hofe, Eugen (1856–1935), deutscher Konteradmiral
- Kalau vom Hofe, Marie (* 1891), deutsche Neurologin und Psychoanalytikerin
- Kalau von dem Hofe, Friedrich Wilhelm (1810–1874), deutscher Gutsherr, MdHdA
- Kalau, Edmund (1928–2014), deutscher Theologe und Missionar
- Kalaus Žulj, Dora (* 1996), kroatische Handballspielerin
- Kalaus, Larissa (* 1996), kroatische Handballspielerin

### Kalav
- Kalavsky, Igor (1951–2024), deutscher Eishockeyspieler

### Kalaw
- Kalaw, Eva Estrada (1920–2017), philippinische Politikerin

### Kalay
- Kalay, Cale (* 1986), jugoslawisch-deutscher Entertainer, Creative Director, Produzent, Sänger und Tänzer
- Kalayci, Dilek (* 1967), türkisch-deutsche Politikerin (SPD)Dilek Kalayci (* 1967)

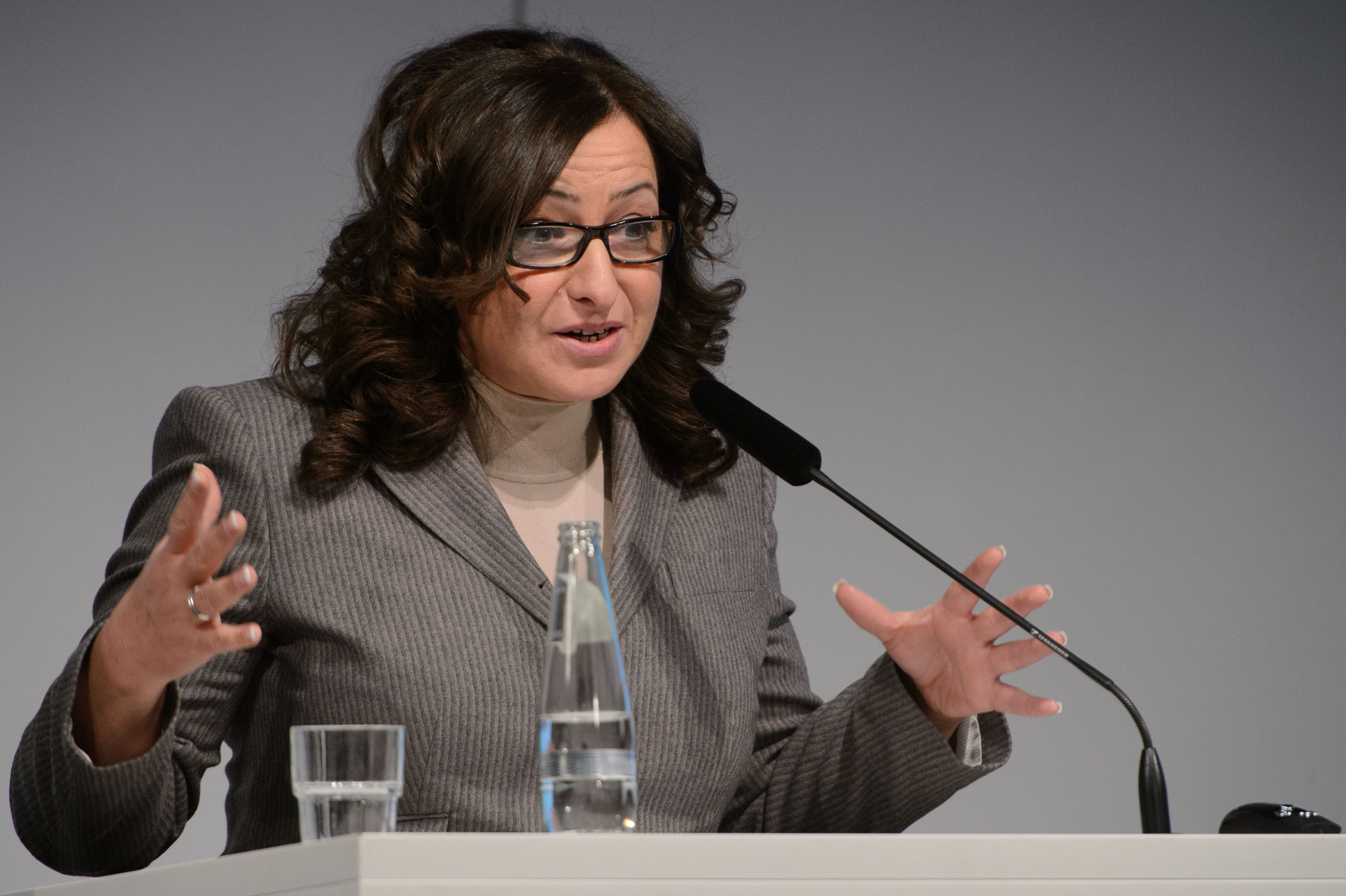
Dilek Kalayci (* 1967)

- Kalayil, George (* 1958), indischer Geistlicher, syro-malankara katholischer Bischof von Puthur

### Kalaz
- Kalazh44, deutscher Rapper